# Dorothy Danesbridge, Militant
Dorothy Danesbridge, Militant (o Dorothy Danebridge, Militant) è un cortometraggio muto del 1914 diretto da Theodore Marston.

## Produzione
Il film fu prodotto dalla Vitagraph Company of America.

## Distribuzione
Distribuito dalla General Film Company, il film - un cortometraggio in una bobina - uscì nelle sale cinematografiche statunitensi il 18 maggio 1914.